# Louise Mountbatten
Louise Alexandra Marie Irene (13 iulie 1889 – 7 martie 1965), regină a Suediei, a fost a doua soție a regelui Gustaf al VI-lea Adolf al Suediei.

## Biografie
Louise s-a născut la Palatul Heiligenberg în Marele Ducat de Hessa. Tatăl ei, Prințul Louis de Battenberg, care era amiral al Flotei Regatului Unit a renunțat la toate titlurile germane în 1917, în timpul Primului Război Mondial. Mai mult, el a anglicizat numele de familie ("Battenberg") la "Mountbatten". A fost primul marchiz de Milford Haven. Fiica lui a devenit cunoscută ca "Lady Louise Mountbatten". Louise a fost sora lui Louis Mountbatten, Primul Conte Mountbatten de Burma, mătușa Prințului Filip, Duce de Edinburgh și nepoata împărătesei Alexandra Feodorovna a Rusiei.

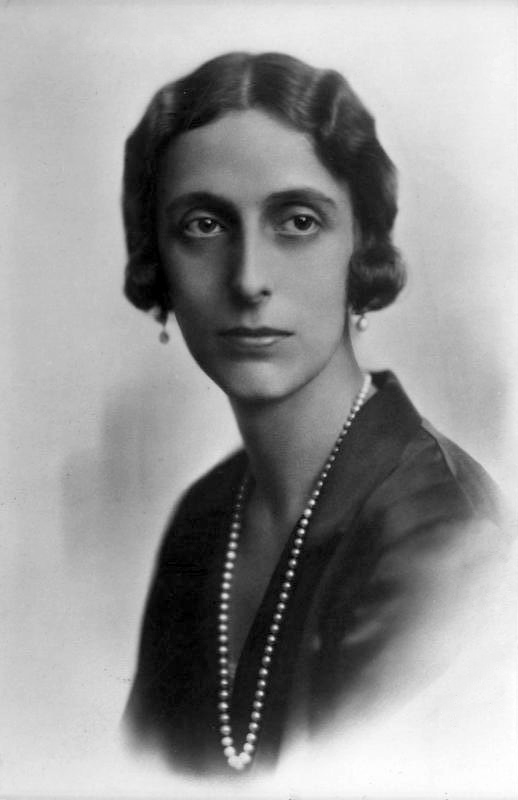
Portret al Prințesei Louise Alexandra Marie Irene von Battenberg

Datorită muncii tatălui ei, familia s-a mutat în diferite teritorii britanice, cum ar fi Malta, dar adesea ei se întorceau la Palatul Heiligenberg în apropiere de Darmstadt, pe care l-au considerat casa lor. În timpul copilăriei, Louise împreună cu mama ei o vizitau adesea pe regina Victoria a Marii Britanii.
Familia a fost descrisă ca armonioasă; părinții Louisei au trăit o relație frumoasă de dragoste iar în mod special, Louise era apropiată de fratele ei, Louis Mountbatten, cu care a corespondat până la moartea lui.. Louise și sora ei au fost educate de guvernante, cu excepția unei perioade scurte când au urmat o școală de fete în Darmstadt.
În 1909, Louise a primit o cerere în căsătorie de la regele Portugaliei. Eduard al VII-lea era în favoarea căsătoriei însă Louise a refuzat deoarece dorea să se căsătorească din dragoste.. La vârsta de 20 de ani, Louise s-a logodit în secret cu cumnatul ei, Prințul Christopher al Greciei, însă au fost obligați să renunțe la relația lor din motive economice.. 
În 1914, Louise și mama ei au vizitat Rusia invitate de rudele lor imperiale. Călătoria a fost întreruptă de izbucnirea Primului Război Mondial când tatăl Louisei le-a telegrafiat și le-a cerut să se întoarcă de urgență. Mama Louisei și-a lăsat bijuteriile spre păstrare împărătesei și cele două au părăsit Rusia pe vas, plătind cu aur deoarece banii lor nu mai erau acceptați în Rusia.. Au stat în Suedia ca oaspeți ai Prințului Moștenitor la Palatul Drottningholm doar o noapte înainte să se întoarcă în Marea Britanie.
La 3 noiembrie 1923, la vârsta de 34 de ani, la Palatul St. James din Londra, Louise s-a căsătorit cu Prințul Moștenitor al Suediei care era văduv după decesul rudei ei, Prințesa Margaret de Connaught. Singurul copil al Louisei, o fiică, s-a născut și a murit la 30 mai 1925.
Trei dintre nepoții soțului ei, pe care Louise îi știe de copii, au devenit capete încoronate: Margareta a II-a a Danemarcei, Carl XVI Gustaf al Suediei și Anne-Marie a Greciei.
Regina Louise a murit la 7 martie 1965 la spitalul St. Göran din Stockholm, în urma unei intervenții chirurgicale de urgență după o perioadă de boli grave. Ultima apariție publică a fost la ceremonia de decernare a Premiilor Nobel din decembrie 1964.